# سيلفي هينروتين فلوري
سيلفي هينروتين فلوري هي فنانة سويسرية، ولدت في 24 يونيو 1961 في جنيف في سويسرا.

## وصلات خارجية
- سيلفي هينروتين فلوري على موقع مونزينجر (الألمانية)
- سيلفي هينروتين فلوري على موقع ميوزك برينز (الإنجليزية)
- سيلفي هينروتين فلوري على موقع ديسكوغز (الإنجليزية)